# クロニャレート
クロニャレート（イタリア語: Crognaleto）は、イタリア共和国アブルッツォ州テーラモ県にある、人口約1,200人の基礎自治体（コムーネ）。

## 地理

### 位置・広がり

#### 隣接コムーネ
隣接するコムーネは以下の通り。括弧内のRIはリエーティ県（ラツィオ州）、AQはラクイラ県所属を示す。
- アマトリーチェ (RI)
- カンポトスト (AQ)
- コルティーノ
- ファーノ・アドリアーノ
- ラークイラ (AQ)
- モントーリオ・アル・ヴォマーノ

## 行政

### 分離集落
クロニャレートには、以下の分離集落（フラツィオーネ）がある。
- Aiello, Alvi, Aprati, Cervaro, Cesacastina, Figliola, Frattoli, Macchia Vomano, Nerito, Piano Vomano, Poggio Umbricchio, San Giorgio, Santa Croce, Senarica, Tottea, Valle Vaccaro